# Gmina Shtiqën
Gmina Shtiqën  (alb. Komuna Shtiqën) – gmina położona w północno-zachodniej części kraju. Administracyjnie należy do okręgu Kukës w obwodzie Kukës.  W 2011 roku populacja wynosiła 3438 mieszkańców – 1820 mężczyzn oraz 1618 kobiet. 
W skład gminy wchodzą cztery miejscowości: Shtiqën, Lum, Krenzë, Gjallicë.